# Eric Griffin
Eric Michael Griffin (Boston, Massachusetts, 28 de diciembre de 1976) es un guitarrista de rock. Es famoso por tocar el bajo en la banda de Horror Punk, Murderdolls. Vive actualmente en Los Ángeles.

## Música
Griffin comenzó a tocar la guitarra a los 12 años, influenciado por Kiss y Mötley Crüe. Desde 1998 hasta 2002, toco la guitarra en la banda Synical junto a su amigo Ben Graves. En el 2000 Tripp Eisen mostró un vídeo en el cual se le mostraba a él y a Ben tocando, después de ver este vídeo los demás miembros de la banda decidieron integrarlos a la banda Murderdolls, aunque no en su posición preferida de guitarrista principal, sino como bajista. Murderdolls ya había grabado el disco Beyond the Valley of the Murderdolls. Eric viajó con la banda por todo el mundo; por Japón, Estados Unidos, Reino Unido, etc. y aparece en los vídeos musicales de las canciones "Dead in Hollywood", "White Wedding" y "Love at First Fright". En el 2004 como el guitarrista Joey Jordison volvió a su banda principal, Murderdolls quedó en hiato. Después de esto Griffin ha tocado en muchas bandas tales como "New Rising Son" y "Roxy Saint" en la banda "The Napoleon Blownaparts", pero ha dicho que solo ha tocado un concierto con esa banda y ha grabado solo 2 canciones cover. También reemplazó al guitarrista de "Faster Pussycat" en un tour. En el principio del 2006, Eric se junta con Brian Haught para lanzar el disco ""Quit while you're Behind" con la banda "Synical". En el 2006 fue anunciado que él se integró a la banda Wednesday 13.
También figuró brevemente como guitarrista de la banda Faster Pussycat.

## Videos
Además de aparecer en los videos de Murderdolls, él ha aparecido en otros videos como actor.
- Depeche Mode - I Feel Loved
- Alien Ant Farm - Movies in which he played the part of Axl Rose
- Static-X - Cold where he played a vampire.
- Goo Goo Dolls - Broadway

Griffin también hizo una pequeña aparición en la película "Queen of the Damned".